# Zoeaaf

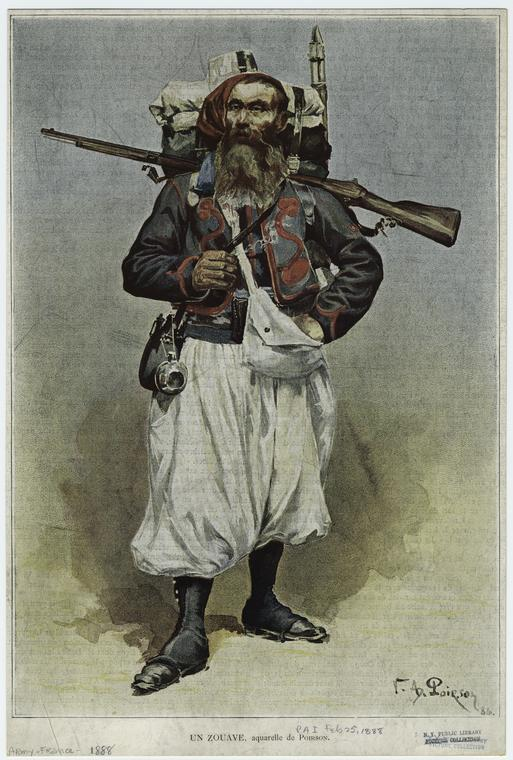
Franse zoeaaf in 1888

De zoeaven (Frans: zouaves) waren een lichte infanterie eenheid van het Franse Leger, actief tussen 1830 en 1962 en verbonden met Frans Noord-Afrika.
Vanaf 1860 werden er in verschillende landen nieuwe gelijkaardige eenheden opgericht die zichzelf "zoeaven" noemden. Zo waren er onder anderen de Pauselijke Zoeaven die de Kerkelijke Staat gingen beschermen en de Poolse zoeaven die vochten tegen het Russische Keizerrijk.

## Franse zoeaven
De eerste eenheid zoeaven bestond aanvankelijk uit ongeveer 200 Zuauas, jonge Kabylische Berbers die als hulptroepen het Franse leger in Algerije ondersteunden. Later werden inheemse hulptroepen ondergebracht in regimenten Spahis (cavalerie) of tirailleurs algériens ofwel 'turcos'. Zoeaven werden enkel nog geworven onder jonge pieds-noirs (Algerijnen van Franse of Europese afkomst), en ook onder de Joodse bevolking in Algerije. De kleding bleef om de afkomst van het regiment te onderstrepen een typisch uiterlijk behouden.
Binnen het Franse leger groeiden de zoeaven al vóór 1840 uit tot een keurtroep van drie regimenten. Zij verwierven een geduchte reputatie in de Krimoorlog. Ze vochten mee in de slag aan de Alma. In Parijs kreeg een brug over de Seine de naam Pont de l'Alma als eerbetoon aan de zoeaven. Ze vochten ook tijdens de Frans-Duitse Oorlog. Ze behielden daarbij hun exotische uitmonstering met wijde broek en rode chechia, een variant van de fez.
Tijden de Eerste Wereldoorlog werd de traditionele kledij vervangen door een kaki uniform. Alleen de chechia werd behouden. Er kwamen toen vijf nieuwe regimenten zoeaven bij, waarvan twee uit Marokko. Sommige regimenten werden "gemengd", wat betekende dat er naast zoeaven ook eenheden tirailleurs algériens bij zaten. Na de oorlog bleven daarvan zes regimenten over, die in Noord-Afrika waren gelegerd.
Bij het begin van de Tweede Wereldoorlog werd het aantal regimenten zoeaven opgevoerd tot 14, waarvan een groot deel werd ingezet in de strijd in Europa. Door de Franse nederlaag in 1940 werden ze ontbonden. Toen Frans Noord-Afrika vanaf eind 1942 opnieuw aan de geallieerde zijde ging vechten werden de zoeaven opnieuw actief. Vanwege het tekort aan rekruten werden voortaan ook "moslims" (autochtone Algerijnen) bij aangenomen. Voortaan bestonden de zoeaven zowel uit Europeanen als moslims. Ze namen deel aan de bevrijding van West-Europa.
Tijdens de Algerijnse Onafhankelijkheidsoorlog werden de zoeaven ingezet tegen de opstandelingen. Een deel van de regimenten werden toen ook gerekruteerd uit het Franse moederland. Op het einde van de Algerijnse Oorlog (maart 1962) werden de drie nog bestaande regimenten ontbonden. Een deel ervan, vooral moslims met Franse officieren, bleef als een voorlopige strijdmacht functioneren tot de definitieve onafhankelijkheid van Algerije in juli 1962. Het overgrote deel van de pieds-noirs was toen al vertrokken.
De regimenten zoeaven behoorden tot de meest gedecoreerde van het Franse leger.

## Zoeaven van andere landen
Het prestige dat de Franse zoeaven verworven hadden in 19e eeuw in Algerije en vooral op de Krim zorgde ervoor dat andere landen gelijkaardige (lichte infanterie) eenheden gingen oprichten.

### Pauselijke Zoeaven

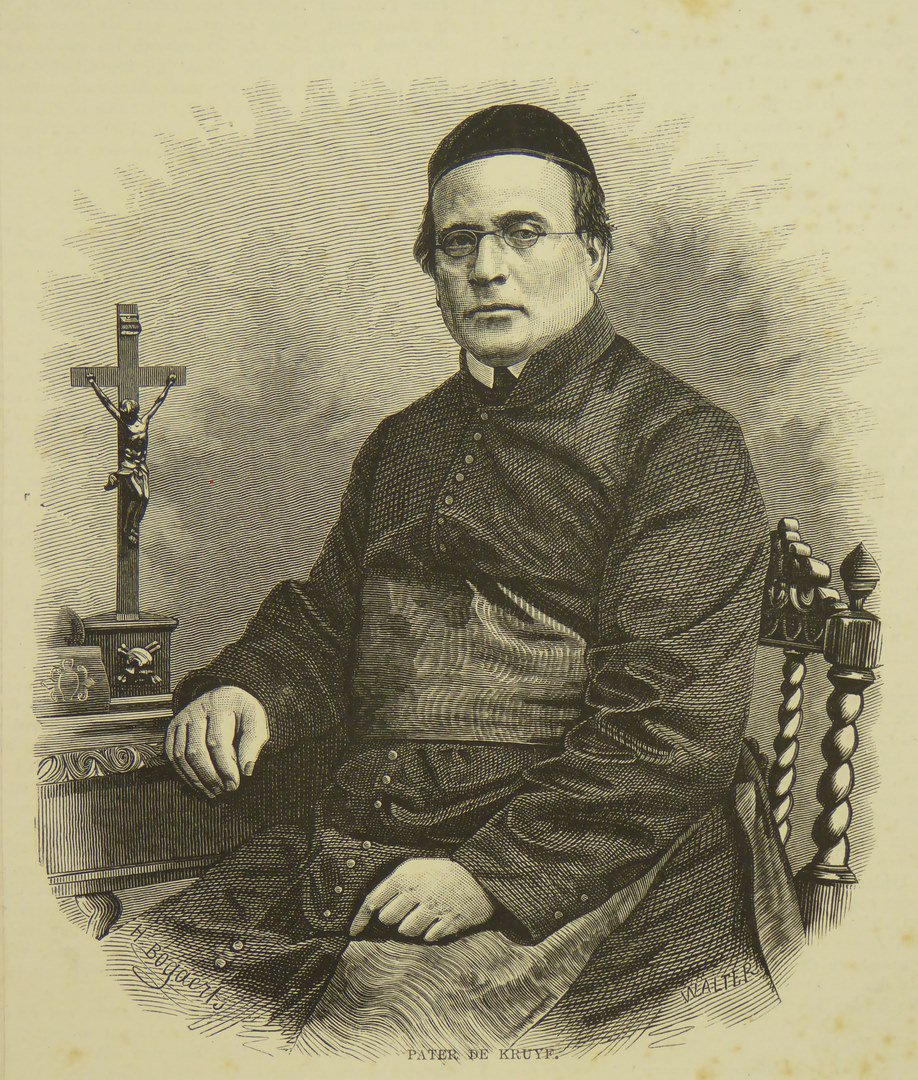
Pater de Kruyf, gravure van J. Walter

In het Nederlands taalgebied is het regiment Zuavi Pontifici ("Zoeaven van de Paus") het bekendst. Dit bestond uit katholieke vrijwilligers die onder de regering van paus Pius IX de Kerkelijke Staat verdedigden tegen de aanvallen van Victor Emanuel II, koning van Italië, en diens bondgenoot Giuseppe Garibaldi, een antiklerikaal liberaal-nationalist. Deze paus had een oproep aan de gehele katholieke wereld gedaan om jonge, ongehuwde mannen te zenden om hem bij te staan teneinde de dreigende verwoesting van Rome te voorkomen. De snit van hun uniformen was bijna gelijk aan die van de Franse zoeaven, zij het dat tuniekjasje en broek waren uitgevoerd in grijs met rode biezen. Als hoofddeksel droegen de pauselijke troepen een kepie - een fez werd gezien als te islamitisch voor de katholieke strijders. In totaal kende het regiment 11.000 man, waaronder 3181 Nederlanders (het merendeel), 2964 Fransen, 1634 Belgen (voornamelijk Vlamingen), 700 Italianen en 500 Canadezen.
De inzet van de Amsterdamse pater Cornelis de Kruyf (1813-1874) bij het werven van Nederlandse zoeaven en het voorbereiden op hun reis is hierbij vermeldenswaardig.
Van 1861 tot 1866 probeerden de zoeaven Garibaldi's troepen te verjagen of binnenlandse onlusten te onderdrukken. Eind 1866 werden de Franse troepen, die tot dan de zoeaven hadden ondersteund, uit Rome weggehaald, waarna het aantal Italiaanse aanvallen steeg. Hierop waren de Fransen genoodzaakt om weer troepen te sturen naar Italië. De Franse legers en de zoeaven versloegen Garibaldi op 5 november 1867 te Mentana, wat de situatie zou doen stabiliseren tot in 1870, wanneer Frankrijk zijn troepen terug riep, omdat het zojuist de oorlog had verklaard aan Pruisen. Na de val van het Tweede Franse Keizerrijk op 1 september 1870, had Italië niets meer te vrezen. Op 20 september 1870 had de Inname van Rome plaats. Een dag later werd het pauselijk leger ontbonden en werden de soldaten huiswaarts gestuurd.

### Poolse Zoeaven

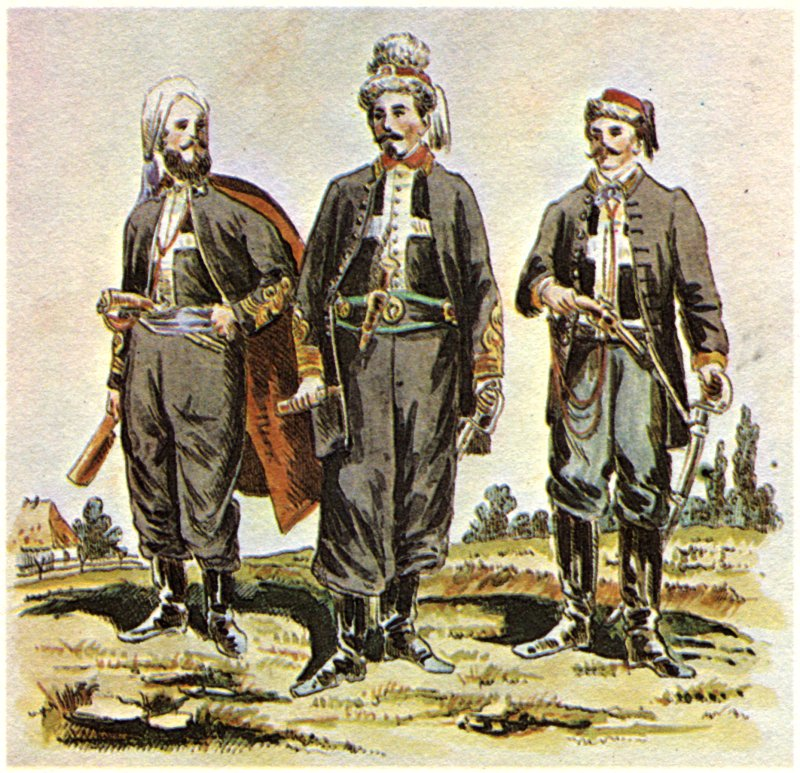
Zoeaven van de dood

Tijdens de Poolse Januariopstand tegen het Russische Keizerrijk creëerde een Franse oud-onderofficier, François Rochebrune, een Poolse eenheid gemodelleerd op de Franse zoeaven waar hij gediend had. De eenheid was actief van 1863 tot en met 1864.
Deze Poolse zoeaven namen deel aan verschillende veldslagen zoals bij Miechów, Chroberz, Grochowiska, Krzykawka en Pobiednik Mały. Daarbij leden ze heel zware verliezen. Hun motto was: de overwinning of de dood. Daardoor werden zij ook zoeaven van de dood (Pools:Żuawi śmierci) genoemd.
De kleding die zij droegen was een zwart uniform met wit kruis en een chéchia.

## Gezegde
In West-Vlaanderen (België) wordt soms gezegd 'Ge loopt er weer bij als 'ne zoeaaf'. Dit verwijst wellicht naar de losse kledij van de zoeaven. Het kan echter ook betekenen: niet al te snugger zijn en verwijzen naar het 'domme' ultramontane fanatisme waarmee deze strijders te werk gingen, want ook in het Frans (faire le Zouave) is de betekenis 'zich aanstellen; voor slimmer willen doorgaan dan men is'.